# Festetics György utca
Festetics György utca est une rue de Budapest, située dans le quartier de Kerepesdűlő (8e arrondissement).